# Jean-Philippe Lecat
Jean-Philippe Lecat (* 29. Juli 1935 in Dijon, Côte-d’Or; † 26. März 2011) war ein französischer Politiker der Union des démocrates pour la République (UDR) sowie der Rassemblement pour la République (RPR).

## Leben
Nach dem Schulbesuch absolvierte Lecat Studien am Institut d’études politiques de Paris (Sciences Po) sowie von 1961 bis 1963 an der École nationale d’administration (ENA) und schloss diese jeweils mit einem Diplom ab. Anschließend wurde er zuerst Mitarbeiter und Berichterstatter beim Conseil d’État, ehe er 1967 Mitarbeiter im Büro von Premierminister Georges Pompidou wurde. 1968 wurde er erstmals Mitglied der Nationalversammlung und gehörte dieser zunächst als Vertreter des Wahlkreises Côte-d’Or III bis 1972 an.
Nachdem Pompidou im Juni 1969 Staatspräsident wurde, wurde Lecat Staatssekretär für Information in der Regierung von Premierminister Jacques Chaban-Delmas sowie ab Juli 1972 in der ersten Regierung von Pierre Messmer, ehe er zwischen April und Oktober 1973 in der zweiten Regierung Messmer zunächst Staatssekretär im Wirtschafts- und Finanzministerium und anschließend bis zum Ende der dritten Regierung Messmer im Mai 1974 Informationsminister war. Zwischen April und Mai 1973 war er abermals Mitglied der Nationalversammlung. Während dieser Zeit war er sowohl von 1970 bis 1988 (über den Wahlkreis Kanton Nolay) als auch von 1973 bis 1988 Mitglied des Generalrats des Départements Côte-d’Or.
Nach dem Tode von Pompidou und dem Ende der Amtszeit von Premierminister Messmer kehrte er an den Conseil d’État zurück, verließ diesen aber, nachdem er von Staatspräsident Valéry Giscard d’Estaing 1976 zum Sprecher des Élysée-Palastes ernannt wurde. Im April 1978 wurde er Kulturminister im Kabinett von Premierminister Raymond Barre und behielt dieses Amt bis zum Wahlsieg der Parti Socialiste (PS) im März 1981. Daneben war Lecat von April bis Mai 1978 erneut als Vertreter des Wahlkreises Côte-d’Or III Mitglied der Nationalversammlung.
Danach war er abermals am Conseil d’État tätig, ehe er zwischen 1990 und 1999 Präsident der École nationale du patrimoine sowie zugleich Präsident des Verwaltungsrates der Académie de France à Rome in der Villa Medici in Rom.

## Veröffentlichungen
Neben seiner politischen Arbeit war er auch Autor mehrerer Bücher. Für  Quand flamboyait la Toison d'or (1982) erhielt er 1983 den Prix Lamartine, während er für Le siècle de la Toison d'or (1986) im Jahr 1987 mit dem Prix Bourgogne ausgezeichnet wurde. Danach erschienen die Bücher La Bourgogne (1988) sowie Beaune (1996), das auch in deutscher Übersetzung erschien.